# 다이빙 (축구)

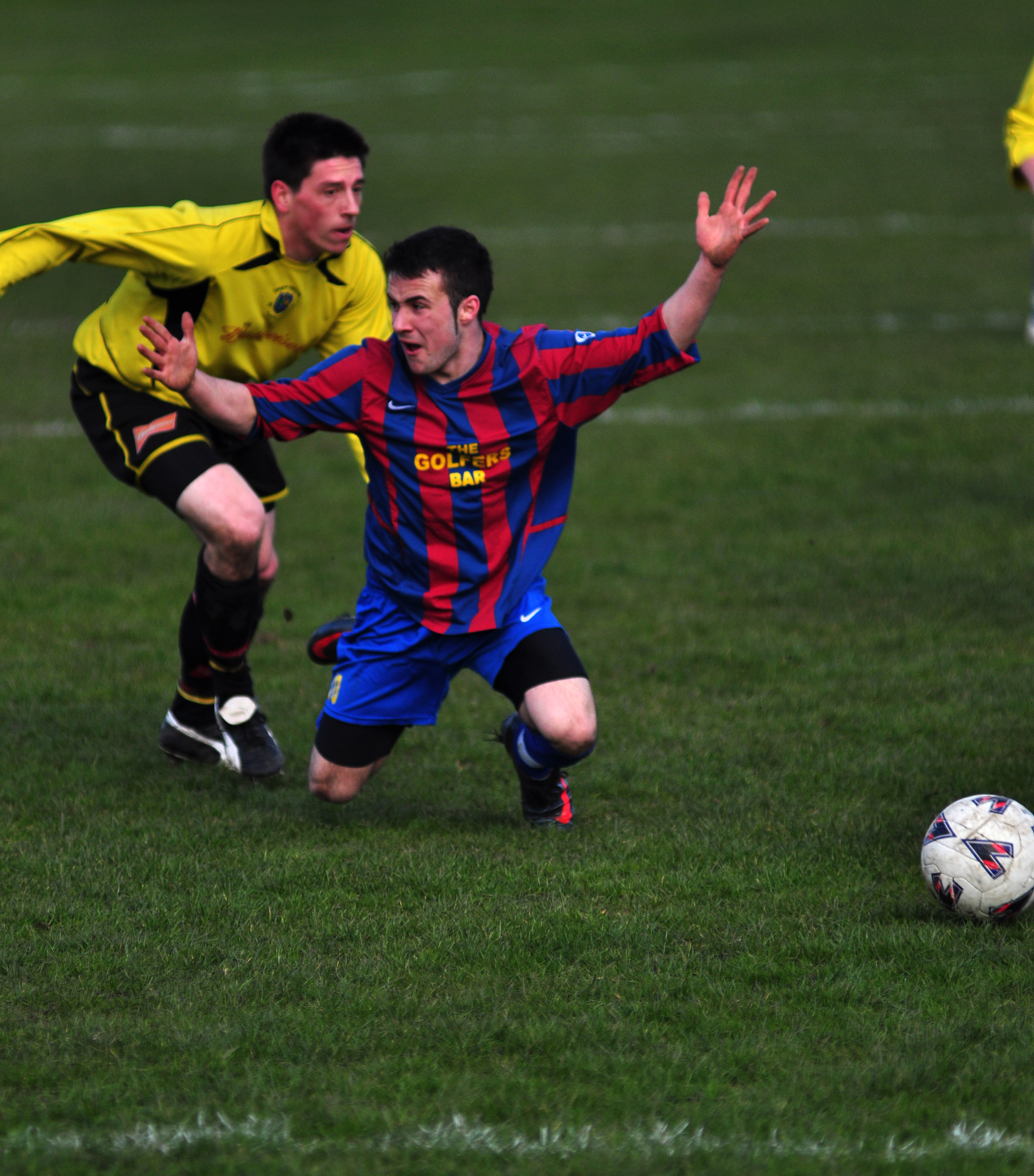

다이빙(diving)은 축구에서 선수가 땅에 넘어져 불공정한 이점을 얻으려는 시도이며, 종종 파울 (축구)을 범했다는 인상을 주기 위해 부상을 입은 척한다. 다이빙은 태클 중 접촉 횟수를 과장하기 위해 자주 사용된다. 선수가 다이빙했는지 여부를 결정하는 것은 종종 매우 주관적이며 축구 토론에서 가장 논란이 많은 분야 중 하나이다. 다이빙 동기에는 프리킥이나 페널티킥을 통해 득점 기회를 얻거나 상대편의 페널티 카드를 호출하여 팀 이점을 얻는 것이 포함된다. 다이빙은 시뮬레이션(FIFA에서 사용하는 용어), 슈발베(Schwalbe, 독일어로 "제비"를 의미), 스테이징(staging, 프리킥의 경우, 호주에서 사용) 및 플랍(flopping, 일반적으로 북미 스포츠에서 사용)이라고도 한다.

## 같이 보기
- 스포츠맨십
- 부정 행위